# Chrysocyon brachyurus
Il crisocione o  lupo dalla criniera (Chrysocyon brachyurus) è un canide cerdocionino del Sudamerica. È l'unica specie del genere Chrysocyon. Studi recenti hanno dimostrato che il crisocione non è strettamente imparentato con i canidi diffusi attualmente: rappresenterebbe perciò una delle specie "sopravvissute" dei grandi mammiferi sudamericani del Pleistocene.

## Etimologia
Il nome del genere Chrysocyon deriva dal greco e significa letteralmente "cane dorato".

## Descrizione
Alto fino ad 85 cm al garrese, pesa 20–25 kg.
Il pelo è prevalentemente di colore rosso-bruno, ma assume una colorazione nera sulla parte posteriore e sulle zampe; la parte terminale della coda è bianca.
Le due caratteristiche visivamente rilevanti sono la lunghezza sproporzionata delle zampe, che lo fanno assomigliare ad una sorta di volpe "con i trampoli", necessarie per muoversi tra l'erba alta di molta parte del suo habitat, e la criniera scura dal pelo assai rado, ma che lo fa giustamente frequentemente definire "il lupo dalla criniera", nonostante non ne abbia alcuna parentela diretta né a livello biologico né tanto meno comportamentale.
Il crisocione trotterella, cammina, ma non ha, in netto contrasto con i lupi ed altri canidi, nessuna resistenza alla corsa. Il suo passo tipico, detto ambio, consiste nel sollevare entrambe le zampe dello stesso lato del corpo ponendo il peso sulle altre.

## Biologia

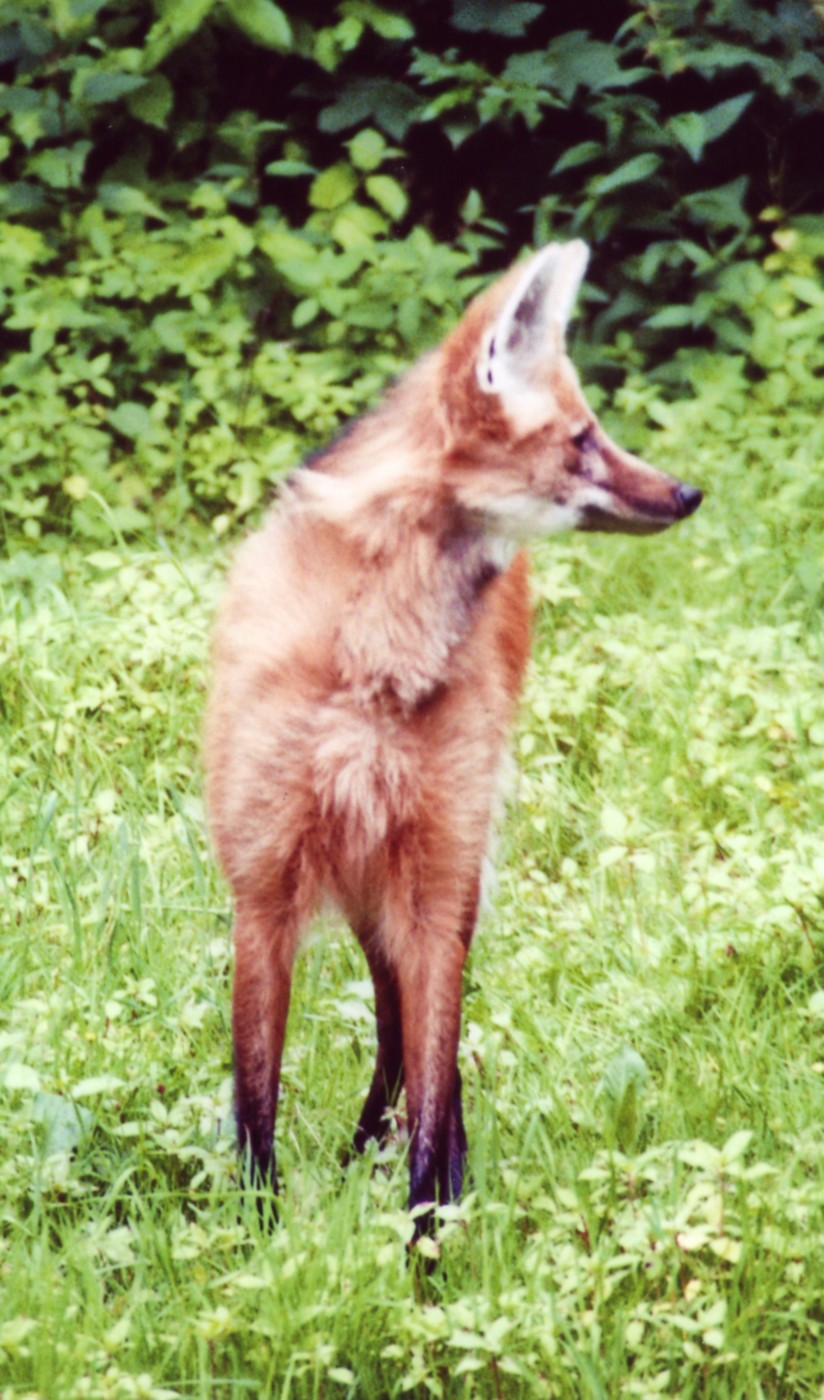

Diversamente dagli altri canidi (lupo, licaone, cuon) il crisocione non vive in branchi e non caccia grosse prede. È un animale molto timido che raramente attacca o anche semplicemente incontra l'uomo. Vive in coppia solo quando si tratta di allevare la prole. La gestazione dura 67 giorni e la femmina può partorire fino a 6 cuccioli.
Il crisocione è solito cacciare di notte. Prede abituali sono lepri, uccelli e roditori. Il comportamento di caccia del crisocione è caratterizzato da balzi improvvisi (tecnica usata anche dalla volpe).
La frutta, come si vede dai molari particolarmente adatti allo scopo, costituisce una componente importante della dieta, in particolare la pianta di pomodoro selvatico (Solanum lycocarpum, anche detta frutto del lupo o "lobeira") senza la quale l'animale soffrirebbe di calcoli renali. Il crisocione contribuisce attraverso i suoi escrementi a disperdere i semi della pianta. Si può dunque parlare di una vera e propria biocenosi, che coinvolge anche alcune specie di formiche (le formiche "tagliafoglie"): il crisocione spesso defeca sui nidi di queste formiche, che usano gli escrementi per concimare i funghi coltivati nel loro formicaio, ma scartano i semi ammucchiandoli all'esterno. I semi germogliano così più facilmente e danno vita a nuove piante di lobeira, che spargeranno nuovi frutti e quindi nuovi semi, chiudendo il cerchio.

## Distribuzione e habitat
Il crisocione è sempre stato assai raro nel suo areale geografico e il degrado ambientale peggiora la situazione, anche perché non si adatta di buon grado alla presenza umana. È diffuso nel Brasile meridionale (dove è chiamato "lobo-guarà" o lupo rosso),  Uruguay, Paraguay, Bolivia e nella zona orientale delle Ande.

## Conservazione
La lista rossa dell'IUCN lo considera prossimo alla minaccia ma non immediatamente a rischio di estinzione. Allo stato selvatico sono stimati circa 17000 individui. L'areale si è ridotto o frammentato in alcune regioni; in Uruguay l'ultima segnalazione risale al 1990.
È un animale molto ambito negli zoo, dove già nel 1967 venne ottenuto un primo parto in cattività ma i piccoli, non curati dalla madre, non sopravvissero. 10 anni più tardi vi erano una novantina di esemplari negli zoo, con circa un terzo nato in cattività, i parti erano una decina l'anno ma spesso i piccoli non sopravvivevano.